# 苏州文庙
31°17′51″N 120°37′10″E / 31.29750°N 120.61944°E
苏州文庙位于中国江苏省苏州市姑苏区，为宋代范仲淹所创建，以拥有《平江图》等“四大宋碑”而著称于世。苏州文庙建筑面积仅次于曲阜孔庙，列全国第二大孔庙，有“东南学宫之首”、“天下第一庙学”之称。1961年，苏州文庙内宋代石刻被中华人民共和国国务院公布为第一批全国重点文物保护单位之一，2001年，苏州文庙并入后称为苏州文庙及石刻。现已辟为苏州碑刻博物馆。

## 历史
北宋景祐二年（1035年），时任知苏州事的范仲淹将苏州州学（后来称平江府学、苏州府学）和文庙结合在一起，开创了庙学合一的体制，为后世和其他地方所效仿，因此有“天下之有学自吴郡（苏州的古称和别称）始”的说法。苏州庙学后来被多次增修扩建，占地极广，据《吴县志》记载，南宋淳祐年间便有屋宇213间。而到全盛时，除殿堂和祠庙外，还有讲堂、学舍、考房、斋室并间以假山、水池、小桥、亭台等园林建筑，规模居东南诸学宫之首。清末废除科举制度后，文庙便逐渐荒废。明清两代文庙府学的规模宏大，占地面积近二百亩。
文化大革命期间（1966-1976年），苏州文庙遭到严重破坏，仅存全盛时期六分之一，释奠文化几乎没有。庙学破坏殆尽，一度变为养马场、学校、半导体场、仓库等，还曾经被当做大练钢铁的基地。1970年代文革期间，文庙大门大成门及周边5000多平方米的地方被占去建造居民住宅。
1981年，苏州市政府拨款重修文庙，同时在原址上建碑刻博物馆。

## 建筑
苏州文庙目前占地面积约1.78万平方米，仅为全盛时的六分之一，但仍然保持着东庙西学、两轴并列的格局。东庙现仅存戟门、大成殿和崇圣祠，西学也只有有泮池、七星池和明伦堂一带尚属完整。除大成殿和棂星门外，现有的建筑大都是清同治三年（1864年）重建的。
棂星门为明洪武六年（1373年）所建，是一座六柱三门四扉的大型青石牌坊。大成殿重建于明成化十年（1474年），面阔七间、进深十三檩，重檐庑殿顶，由五十根楠木立柱支撑。殿外有青石月台，供奉巨型孔子铜像，殿内悬挂巨幅孔子画像，均为今人所造。大成殿是文庙最主要的建筑，宏伟壮观，其规模在苏州仅次于玄妙观三清殿。

## 碑刻
苏州文庙内碑刻颇多，其中尤以《平江图》、《天文图》、《地理图》和《帝王绍运图》即谓“天、地、人、城”四大宋碑最为著名。它们原先均放置在大成殿，现在则被转移到殿侧的厢房内，实行专项保护。
《平江图》碑高2.76米，宽1.48米，单线阴刻，刻于南宋绍定二年（1229年）。该碑精致地描绘了当时平江府城（即今苏州城）的布局状况，包括城墙、官府、寺观、商行、书院、仓库、兵营、园林、河流、桥梁、道路等各种建筑和名胜古迹，标出了613处名称。图中绘有总长约82公里的数十条河道和359座桥梁，充分反映了江南水乡城市的风貌。它还记载了50多座寺庙道观、12座古塔、65座跨街牌坊，其中不少保留至今。因碑刻年代久远，1917年曾对模糊不清之处加以深刻。这幅平江图是中国现存最古老、最完整的城市平面图，具有极高的史料价值。
另外三块宋碑都是在南宋绍熙元年（1190年）由黃裳绘制，并在淳祐七年（1247年）由王致远刻就的，格式均为上图下文。《天文图》碑高1.9米，宽1.08米，是世界上现存最古老的东方星象图之一。它的上部刻有北宋元丰年间观测到的星辰1440颗和星座280个，下部刻有2091字的注释，简要介绍一些星体和天文现象，充分反映了当时的天文学水平。《地理图》碑高2米，宽1.07米，详细刻绘了宋朝的山川城池，图下有645字的注释，大致记述了中国自禹至宋的版图变迁。它与西安碑林中的《华夷图》、《禹迹图》并列为中国三幅最古老的全国性地图。《帝王绍运图》碑高1.83米，宽1米，上部以图表方式列出历代帝王世系，排列十分详尽清晰，下部是550字的简要评述。
除了这四大宋碑，文庙还收藏了3000多块石刻和近万张拓片，包括陆机、黄庭坚、苏洵、苏轼、文天祥、文征明等名家的手迹或诗碑，以孔子、儒学、苏州经济、历代书法等主题分别陈列，1985年起辟为苏州碑刻博物馆。

## 图集
- “德俟天地、道冠古今”坊和万仞宫墙
- 大成门
- 棂星门
- 大成殿
- 大成殿
- 崇圣祠
- 泮池
- 碑廊
- 四大宋碑
- 平江图

## 参看
- 孔庙、孔庙列表